# Râul Meteu
Râul Meteu este un curs de apă, afluent de stânga al râului Brădești